# Beväringsvals från Backamo
Beväringsvals från Backamo (även kallad Tjo! Uppå Backamo) är en beväringsvisa från 1912 med text av Göran Svenning och musik av David Hellström som skildrar livet på den militära övningsplatsen Backamo utanför Ljungskile i Uddevalla kommun.  
Den sjöngs in på skiva första gången 1913. 23 september samma år sjöng Gustav Fonandern med orkester in den på den akustiska 78-varvaren Concert Record Gramophone 582076. Bland tidiga kända framförare av den märks bland andra Ernst Rolf, som med orkesterackompanjemang sjöng in den på den akustiska 78-varvaren Odeon R 148 924. Han gjorde en insjungning med pianoackompanjemang 20 juni 1914 som utgavs på den akustiska 78-varvaren Actuelle H 48435 i december 1922.
Calle Jaerdes orkester, sång: Åke Grönberg, sjöng in den på 78-varvaren Polydor 49551 i juni 1942.
I modernare tid har den sjungits in av Thore Skogman på EP-skiva (Odeon GEOS 196). Sången har även använts i filmerna Bohus Bataljon från 1949 och Så vit som en snö från 2001.

### Webbkällor
- Beväringsvals från Backamo på Svensk Filmdatabas

### Fotnoter
1. ↑  ”The Gramophone Company”. Arkiverad från originalet den 22 oktober 2021. https://web.archive.org/web/20211022223326/http://musiknostalgi.atspace.cc/gc.htm. Läst 19 augusti 2020.
2. 1 2   Ernst Rolf[död länk]
3. ↑   Svensk Mediedatabas (SMDB)
4. ↑  ”Thore Skogman”. Arkiverad från originalet den 11 december 2007. https://web.archive.org/web/20071211095518/http://www.thoreskogman.se/. Läst 27 februari 2010.